# Pero acopa
Pero acopa là một loài bướm đêm trong họ Geometridae.